# Шамбон-сюр-Вуэз
Шамбо́н-сюр-Вуэ́з (фр. Chambon-sur-Voueize) — коммуна во Франции, находится в регионе Лимузен. Департамент коммуны — Крёз. Входит в состав кантона Шамбон-сюр-Вуэз. Округ коммуны — Обюссон.
Код INSEE коммуны — 23045.

## Население
Население коммуны на 2010 год составляло 1010 человек.
| 1962 | 1968 | 1975 | 1982 | 1990 | 1999 | 2010 |
| ---- | ---- | ---- | ---- | ---- | ---- | ---- |
| 1458 | 1367 | 1206 | 1288 | 1105 | 1012 | 1010 |

## Экономика
В 2010 году среди 567 человек трудоспособного возраста (15—64 лет) 411 были экономически активными, 156 — неактивными (показатель активности — 72,5 %, в 1999 году было 71,2 %). Из 411 активных жителей работали 354 человека (175 мужчин и 179 женщин), безработных было 57 (24 мужчины и 33 женщины). Среди 156 неактивных 32 человека были учениками или студентами, 70 — пенсионерами, 54 были неактивными по другим причинам.